# عادل قسطل
عادل قسطل (02 ماي 1970 في ولاية تبسة شرق الجزائر العاصمة -) هو صحفي جزائري فرنسي يعمل كبيرا للمراسلين بفرانس 24. ضرب واحتجز لمدة 48 ساعة في القاهرة من قبل ضباط الأمن عندما كان يغطي ثورة 25 يناير.

## وصلات خارجية
- الزميل عادل قسطل يتحدث عن بطش زبانية نظام مبارك، الحدود المغربية، 9 فبراير 2011
- المد الإسلامي في فرنسا بين التحجيم والتنظيم، الجزيرة نت، 3 أكتوبر 2004
- فرنسا ومعاداة السامية.. تجربة دعائية لتبييض الصهيونية، الجزيرة نت، 3 أكتوبر 2004
- عادل قسطل في منبر الجزيرة، الجزيرة، 13 أكتوبر 2003
- عادل قسطل في منبر الجزيرة، الجزيرة، 29 أبريل 2003